# Тодороки
«Тодороки Атлетикс Стэдиум» (яп. 等々力陸上競技場) — стадион, расположенный в городе Кавасаки, префектура Канагава, Япония. Является домашней ареной клуба Джей-лиги «Кавасаки Фронтале». Стадион вмещает 25 000 зрителей и был построен в 1962 году.

## История
До начала 2000-х годов Тодороки являлся домашней ареной для многих клубов, базировавшихся какое-то время в Кавасаки. Среди этих можно выделить «Верди Кавасаки» (современный «Токио Верди»), «Тосибу» (нынешний «Консадоле Саппоро») и «ФК НКК», прекративший своё существование в 1994 году. Стадион принимал матч открытия и финал Чемпионата мира по американскому футболу 2007.

## Транспорт
- Линия Тоёко: станция Мусаси-Косуги. В дни игры вводятся дополнительные автобусные маршруты от станции до стадиона.